# Голодєд Микола Матвійович
Микола Матвійович Голодєд (нар. 9 (21) травня 1894, село Старий Кривець Новозибківського повіту Чернігівської губернії, тепер Брянської області, Росія — 21 червня 1937, в'язниця НКВС міста Мінська, тепер Білорусь) — білоруський радянський державний і партійний діяч, голова Ради народних комісарів Білоруської РСР у 1927—1937 роках. Член Тимчасового Білоруського бюро ЦК РКП(б) з 4 березня по 14 травня 1924 року. Член ЦК КП(б) Білорусі в 1924—1937 роках. Член Бюро ЦК КП(б) Білорусі з 12 грудня 1925 по 30 травня 1937 року. Член Секретаріату ЦК КП(б) Білорусі з 1927 по 28 березня 1932 року. Кандидат у члени ЦК ВКП(б) у 1930—1937 роках. Жертва Сталінського терору.

## Життєпис
Народився в родині селянина-пічника. З 1901 по 1903 рік працював підпаском громадського пастуха в селі Старий Кривець. У 1903 році закінчив сільську школу в Старому Кривці.
У 1903—1905 роках — громадський пастух в Старому Кривці. З 1905 по 1907 рік наймитував у заможного селянина, з 1907 по 1909 рік наймитував у поміщика, працював лісорубом у лісопромисловця в селі Старий Кривець Новозибківського повіту.
У 1909—1910 роках — наклеювач сірникових коробок на сірниковій фабриці Волкова в місті Новозибкові.
З 1910 по 1911 рік працював хлопчиком булочної, підручним робітником дріжджового заводу, був безробітним у Києві та Катеринославі.
У 1911—1915 роках — ремонтник шляхів, слюсар, електромеханік на шахті та руднику «Дубова балка» в Кривому Розі.
У лютому 1915 — лютому 1916 року — рядовий, електромеханік електромеханічного батальйону російської армії в Петрограді. У лютому 1916 — березні 1918 року — електромеханік радіотелеграфа 3-го армійського авіаційного загону російської армії на Південно-Західному фронті. У 1917 році проводив революційну роботу в солдатських комітетах Південно-Західного фронту.
Член РКП(б) з березня 1918 року.
З березня по жовтень 1918 року — організатор, агітатор на підпільній більшовицькій роботі в Старому Кривці, Новозибкові, станції Унеча Південно-Західної залізниці Чернігівської губернії.
У жовтні — грудні 1918 року — голова сільської ради в Старому Кривці, член Новозибківського волосного революційного комітету в Старому Кривці.
У січні — липні 1919 року — інструктор, заступник завідувача відділу управління Новозибківської повітової ради і повітового революційного комітету, голова Новозибківського міського революційного комітету.
У липні 1919 — травні 1920 року — старший електромеханік, військовий комісар радіостанції 47-ї дивізії 12-ї армії РСЧА на Південно-Західному фронті в Житомирі та Коростені.
У червні 1920 — серпні 1921 року — заступник голови виконавчого комітету Новозибківської повітової ради, завідувач військово-трудового відділу Новозибківського повітового комітету РКП(б), голова продовольчого революційного трибуналу в Новозибкові.
У серпні 1921 — лютому 1923 року — голова трійки з боротьби із «бандитизмом» (білоруським повстанським рухом), голова виконавчого комітету Горецької повітової ради Гомельської губернії.
З серпня 1922 по лютий 1924 року — студент Горигорецького робітничого факультету при Білоруському сільськогосподарському інституті та член правління і секретар осередку РКП(б) Білоруського сільськогосподарського інституту в місті Гори-Горки Оршанського повіту Гомельської губернії.
У липні 1924 — липні 1925 року — завідувач організаційного відділу Мінського окружного комітету КП(б) Білорусі.
У липні — грудні 1925 року — завідувач організаційного відділу ЦК КП(б) Білорусі.
12 грудня 1925 — травень 1927 року — 2-й секретар ЦК КП(б) Білорусі.
7 травня 1927 — 30 травня 1937 року — голова Ради народних комісарів Білоруської РСР.
Одночасно з лютого 1931 по 1937 рік — голова центральної ради Товариства сприяння обороні, авіаційному і хімічному будівництву Білоруської РСР. Делегат 14—17-го з'їздів ВКП(б).
З травня 1937 року — в розпорядженні ЦК ВКП(б) у Москві.
14 червня 1937 року заарештований органами НКВС у Москві, етапований до Мінська, де 21 червня 1937 року покінчив життя самогубством.
22 березня 1956 року реабілітований та посмертно поновлений у членах партії.

## Нагороди
- орден Леніна (15.03.1935)

## Пам'ять
На честь Миколи Голодєда названо вулицю в Мінську, в мікрорайоні Чижівка.